# Jhon Rachid
Ne doit pas être confondu avec le producteur et humoriste Jean-Rachid Kallouche dit « Jean-Rachid ».
Jhon Rachid est un vidéaste web, comédien, auteur de bande dessinée, acteur et humoriste franco-algérien,, né le 12 septembre 1984 à Sétif en Algérie. Il commence sa carrière sur YouTube en 2010.

## Biographie

### Enfance et débuts
Mohamed Ketfi, est né le 12 septembre 1984 à Sétif dans une famille algérienne qui s'installe peu après en France à Lyon. À l'âge de 7 ans, il est placé en foyer d'enfants et il arrête le collège en 5e. Avant de devenir youtubeur, Jhon Rachid travaillait chez France Télécom (Orange) en boutique,.

### Sur YouTube
Jhon Rachid se lance sur YouTube en 2010 avec des parodies d'émissions telles que MacGyver, K2000 ou bien Koh-Lanta. Il commence ensuite à parler de ses passions et notamment du rap dans la série qui lui apporte la notoriété : J'ai mal au rap. Dans cette série de critique, Jhon Rachid donne son point de vue sur certains rappeurs qui, selon lui, font du « mauvais rap ». Parmi ces rappeurs se trouvent Kaaris, Maître Gims ou bien encore Booba. Cette série dure dix épisodes et lui permet d'atteindre en 2016 750 000 abonnés sur YouTube. Le 17 octobre 2017, Jhon Rachid sort un court métrage intitulé Jour de pluie parlant du massacre du 17 octobre 1961, qu'il a réalisé dans le but que les gens s'intéressent à cet évènement. Il réalise également plusieurs vidéos sur la politique et le racisme en France. Il déclare trouver une source d'inspiration dans les sketchs des Inconnus. Il a également sorti une « fake interview » humoristique de Pablo Escobar qui lui permet de rencontrer Wagner Moura, l'acteur jouant Escobar dans la série Narcos. Il est ami avec Mister V et Norman.

## Engagements et idéaux
Jhon Rachid lutte activement contre le racisme, que ce soit au travers d'interview ou bien de ses vidéos. Dans une interview accordée à Paris Match, Jhon Rachid déclare, « On me propose « terroriste » ou « voleur » alors que comme comédien, je suis capable de bien plus »,. Il déclare dans la même interview « Quand on aborde ces sujets, notamment celui de l’islamophobie en France, on passe souvent pour un parano ». Il déclare également au journal (peu après l'Attentat contre Charlie Hebdo) Libération qu'il n'arrive pas à rire de caricature des religions mais qu'ils (les journalistes de Charlie Hebdo) sont libres de faire ce qu'ils veulent. Il déclare également à ce sujet : « On ne tue pas les gens ». Il accuse le site Airbnb de « discrimination » et de « filtrage ethnique »,.
Vers fin 2017, il rejoint la Love Army, créée par Jérôme Jarre, au côté de personnes telles que Omar Sy, DJ Snake ou encore Mister V, et ayant pour but d'aider les rohingyas,,.
Passionné de doublage, il a notamment participé aux versions françaises de Dragon Ball Super (où il interprète Gryll), Rick et Morty, JoJo's Bizarre Adventure : Golden Wind ainsi qu'à quelques films comme Ratchet et Clank et 40 ans, toujours dans le flow.

## Bande dessinée
Le 10 octobre 2019, Jhon Rachid publie sa première bande dessinée, intitulée Comme on peut, illustrée par Leni Malki. Cette bande dessinée de plus de 300 pages éditée aux éditions Michel Lafon raconte la jeunesse en foyer de l'auteur.

## Filmographie

### Cinéma

#### Longs métrages
- 2018 : Taxi 5 de Franck Gastambide : Figurant
- 2019 : Jusqu'ici tout va bien de Mohamed Hamidi : candidat speed
- 2022 : Classico de Nathanaël Guedj et Adrien Piquet-Gauthier
- 2022 : Detox[19] de Marie Jardillier : Présentateur du Cercle

#### Courts métrages
- 2014 : Anti-trente (court-métrage réalisé par Oxmo Puccino)
- 2015 : Slim the man (Arte)
- 2016 : Ma meuf la caillera (court-métrage)
- 2017[20] : Jour de pluie[21],[22] (sélectionné par le Festival international des scénaristes de Valence)[23]
- 2019 : Le Fantôme

### Télévision
- 2010 : Le 3e jour (téléfilm réalisé par Bernard Stora)
- 2010 : Et si ? (TLM)
- 2011 : Tout le monde il est beau (Canal+)
- 2012 : Groland (Canal+)
- 2014 : Cherif (France 2)
- 2016 : Le Bureau des Légendes - saison 2 - Episode 5 (Canal+)
- 2018 : Samedi c'est parodie, animé par Michel Drucker (France 2)
- 2020 : Jusqu'à l'aube, saison 1 épisode 6 Les Empoisonneuses du fort : lui-même
- 2022 : Tous Inconnus (téléfilm réalisé par Nicolas Hourès) : lui-même
- 2022 : Disparition inquiétante[24] (Episode 5) : Momo
- 2023 : Morts au sommet (téléfilm réalisé par Éric Valette) : Lieutenant Karim Beddiar

## Émissions télévisées
En octobre 2016, il est l'invité de C l'hebdo à la suite de son passage dans L'Émission politique où il a débattu avec Alain Juppé, alors candidat à la primaire de la droite et du centre en vue de l'élection présidentielle de 2017.
En 2025, il incarne un crieur public dans l'épreuve du Blind Test du jeu le Bigdil sur RMC Story.

## Doublage

### Cinéma

#### Film
- 2020 : 40 ans, toujours dans le flow : un jeune dans le ghetto ( ? )

#### Film d'animation
- 2016 : Ratchet & Clank : le ranger Brax

### Télévision

#### Série télévisée
- 2021 : La famille Upshaw (saison 1, épisode 1)
- 2021 : Trackers : Un soldat
- 2020 : Mosul : Un agent de la cia

#### Séries d'animation
- 2015-2016 : Dragon Ball Super[26] : Gryll
- 2019 : Rick et Morty : Vermigurber (saison 4, épisode 2) et un agent de la Nouvelle Fédération Galactique (saison 4, épisode ?) et une planète en chaleur (saison 4, épisode 9)
- 2019[27] : JoJo's Bizarre Adventure : Golden Wind : Squalo
- 2022 : La Vie en slip : Wagner et voix additionnelles (création de voix)

### Jeu vidéo
- 2020 : The Last of Us Part II : un membre de la WLF